# Talaveruela de la Vera
Talaveruela de la Vera – gmina w Hiszpanii, w prowincji Cáceres, w Estramadurze, o powierzchni 21,34 km². W 2011 roku gmina liczyła 395 mieszkańców.